# گورلوزن
گورلوزن (به آلمانی: Gorlosen) یک شهر در آلمان است که در لودویگسلوست-پارشیم واقع شده‌است. گورلوزن ۵۷۲ نفر جمعیت دارد.